# 爱民石棚墓
爱民石棚墓，位于中国吉林省白山市江源区孙家堡子乡，为一个省级文物保护单位，类型为古墓葬，公布时间为1999年2月26日。该文物保护单位由白山市文管办管理。
爱民石棚墓的历史年代为青铜时代。